# 二十四顷地天主教堂
二十四顷地天主教堂是天主教绥远总教区的原主教座堂，位于内蒙古自治区包头市土默特右旗海子乡二十四顷地村。
1865年，比利时神父南怀义及其创立的圣母圣心会接管蒙古代牧区，随后迅速在塞外建立了大量教堂。1874年巴耆贤担任蒙古代牧主教以后，派遣德玉明神父前往内蒙古西部，在鄂尔多斯建立城川教民村，又从蒙古王公手中购买大片土地，吸引关内汉人租种，建立起数百个移民点。其中1880年在河套地区萨拉齐厅（土默特右旗）二十四顷地有天主教会陆续购进的土地达260多頃，以教堂所在的二十四顷地村为中心，陆续建立十余个移民点，均成为天主教村庄。这一带传教颇为成功，信徒达上万人。1883年，蒙古宗座代牧區一分為三，其中新成立的西南蒙古宗座代牧區主教为德玉明，主教座堂最初設在三盛公天主教堂。1900年春，韓默理主教将主教座堂迁往二十四顷地。同年7月在庚子之乱中，二十四顷地主教座堂被清軍和义和团燒毀，900多名信徒被殺韓默理主教遊街示眾後被燒死。
现存二十四顷地教堂于1905年落成，为哥特式建筑，建筑面积为800平方米，规模为内蒙古之冠。
2006年9月4日，二十四顷地天主教堂公布为第四批内蒙古自治区文物保护单位。